# Bandera de Vega de Liébana
La bandera de Vega de Liébana es uno de los símbolos del municipio español de Vega de Liébana en Cantabria, junto a su escudo. Es de paño rectangular, de proporciones 2:3, dividido horizontalmente por mitad, de color rojo la parte superior y amarillo la inferior.
La bandera fue adoptada en sesión plenaria celebrada por el ayuntamiento el día 15 de octubre de 1998 siendo autorizada por el Consejo de Gobierno de Cantabria el día 27 de marzo de 2000, previo informe favorable emitido por la Real Academia de la Historia.